# 2014年冬季残疾人奥林匹克运动会奥地利代表团
2014年冬季残疾人奥林匹克运动会奥地利代表团是奥地利派出的2014年冬季残疾人奥林匹克运动会代表团。获得2枚金牌、5枚银牌和4枚铜牌。